# Basket T71 Dudelange
Le  T71 Dudelange est un club de basket-ball luxembourgeois originaire de Dudelange. Depuis sa création en 1971, le club a gagné 12 titres de champion du Luxembourg.

## Palmarès

### Équipe masculine
- Championnat du Luxembourg
  - 13 titres : 1975, 1976, 1977, 1982, 1983, 1984, 1985, 2010, 2011, 2013, 2014, 2015, 2021
- Coupe du Luxembourg
  - 12 titres : 1974, 1975, 1977, 1983, 1984, 1988, 1989, 2009, 2012, 2013, 2014, 2016

## Entraineurs successifs
- 2005-2008:  Carsten Steiner
- 2008-2013: Jan Enjebo
- 2013-2015 :  Timothy Charles Collins
- 2015-2017 :  Philip Dejworek
- 2017-2019 :  Pascal Meurs
- 2019: Ken Diederich

## Joueurs célèbres ou marquants
- Denell Stephens
- Ryan Sharry
- Tom Schumacher